# Storia del movimento per i diritti civili degli afroamericani (1896-1954)
Il movimento per i diritti civili degli afroamericani negli Stati Uniti d'America consta di una lunga serie di eventi, basati principalmente sulla resistenza nonviolenta, che avevano l'obiettivo di ottenere i pieni diritti civili e l'uguaglianza sociale per tutti i cittadini degli Stati Uniti. Il movimento ebbe un duraturo impatto sulla società civile, in particolare sull'accettazione sociale e giuridica dell'uguaglianza dei diritti e sull'accresciuta consapevolezza della diffusione e del costo del razzismo negli Stati Uniti.
Il moto iniziale si era avuto subito dopo la fine della guerra di secessione, con il primo movimento per i diritti civili e le sue battaglie per l'integrazione e la parità, contro il linciaggio, la segregazione razziale e le leggi contro la mescolanza razziale.
Il moto conclusivo si sarebbe avuto nel periodo 1954-1968, durante il quale furono ottenute le richieste di eguaglianza, almeno formale, ponendo fine alla segregazione ancora vigente soprattutto negli Stati Uniti meridionali, grazie all'azione politica e al supporto di associazioni facenti capo al riformismo e al pacifismo.
Due decisioni adottate dalla Corte Suprema, una nel caso Plessy contro Ferguson del 1896 (163 US 537) in cui sostenne che la linea razzista del "separati ma uguali" come dottrina non era in contrasto con la Costituzione degli Stati Uniti, e l'altra nel caso Brown contro Board of Education del 1954, in cui ribaltò il giudizio di 58 anni prima, dichiarando incostituzionale la segregazione scolastica, servono come date di inizio e di fine di questo periodo.
In questo periodo si assistette alla nascita e allo sviluppo di alcuni movimenti come l'Universal Negro Improvement Association and African Communities League di Marcus Garvey, di grande successo ma con al contempo un'eredità di non lunga durata, e di altri come la National Association for the Advancement of Colored People con il suo metodo di attacco per vie legali contro il sistema segregazionista appoggiato dal governo, che riuscirono ad ottenere risultati modesti nei primi anni ma con effetti progressivi, costruendo gradualmente le fondamenta per la vittoria del 1954.
Subito dopo il 1865 i diritti legali degli afroamericani cominciarono ad essere estesi. Il Congresso approvò il XIII emendamento che scriveva nella Costituzione la fine della schiavitù; non venivano però ancora forniti né la cittadinanza né i pieni diritti. Fu il XIV emendamento a concedere, nel 1868, la cittadinanza agli afroamericani. A tutte le persone nate all'interno dei confini federali vennero estese pari protezione secondo le leggi.
Il XV emendamento, ratificato nel 1870, affermò che la "razza" non poteva essere utilizzata come ragione per privare gli uomini del loro diritto di voto. Durante l'era della Ricostruzione le truppe settentrionali occuparono militarmente il Sud e, con la collaborazione del "Freedmen's Bureau", cercarono di far applicare i nuovi emendamenti. Molti dirigenti neri vennero per la prima volta eletti negli uffici locali e statali; la maggioranza di loro si organizzò in gruppi comunitari, in particolar modo per sostenere l'istruzione pubblica.
La Ricostruzione si concluse con il "compromesso del 1877" tra le élite bianche del Nord e quelle meridionali, che sanciva l'accettazione dell'esito delle contestate elezioni presidenziali del 1876, a favore del candidato del partito Repubblicano Rutherford B. Hayes sostenuto dagli stati nordisti, sul suo avversario Samuel J. Tilden: in cambio della fine dell'ostruzionismo al Congresso della ratifica della vittoria di Hayes, il compromesso implicava il ritiro delle truppe federali dal Sud. Negli anni successivi, senza l'esercito federale come garante e osservatore, gli elettori neri furono progressivamente estromessi dalle elezioni negli Stati ex confederati, tramite la violenza, la frode ed espedienti legali, permettendo il tal modo ai bianchi americani di riconquistare il potere in tutto il profondo Sud.
Il "compromesso" e il ritiro delle truppe federali permisero al partito Democratico di avere più libertà d'imporre e far applicare pratiche di palese discriminazione razziale. Molti afroamericani risposero abbandonando il Sud in quello che è passato alla storia come exoduster, l'esodo dei neri in direzione del Kansas nel 1879 (la prima grande migrazione afroamericana della storia degli Stati Uniti d'America.
I Repubblicani radicali, che avevano guidato tutta la fase della "Ricostruzione", tentarono di eliminare le discriminazioni sia governative sia private, tramite nuove leggi. Un tal sforzo si esaurì in gran parte a seguito della decisione della Corte suprema nei Casi dei diritti civili del 1883 (109 US 3) in cui dichiarò che il XIV emendamento non concedeva al Congresso il potere di mettere fuorilegge la discriminazione razziale da parte di privati o imprese.

## Segregazione
Il verdetto del 1896 sostenne la discriminazione statale nei trasporti pubblici sotto la dottrina dei "separati ma uguali". L'unico membro della Corte suprema degli Stati Uniti dissenziente, il giudice John Marshall Harlan, predisse: "se uno Stato può prescrivere, come regola di condotta civile, che i bianchi e i neri non si possano muovere come passeggeri nello stesso treno della ferrovia, perché non potrebbe regolare l'uso delle strade delle sue città e paesi per costringere i cittadini bianchi a rimanere da un lato di una strada e i cittadini neri dall'altra parte? Perché, per motivi diversi, non potrebbe punire i bianchi e i neri che si recano in auto o in bicicletta su una certa strada o area pubblica?".
La decisione in Plessy contro Ferguson non tenne in considerazione un caso precedente, quello di Yick Wo contro Hopkins del 1886 () il quale coinvolgeva la discriminazione nei confronti degli immigrati cinesi; in quella occasione si ritenne che una legge, formalmente neutra dal punto di vista razziale, ma applicata in modo pregiudizievole per una minoranza, fosse una violazione della clausola detta "equal protection" presente nel XIV Emendamento. Se nel corso del XX secolo la Corte avrebbe cominciato a ribaltare gli statuti statali contro gli afroamericani, come ad esempio in Guinn contro United States del 1915, la sentenza del 1896 approvava la segregazione razziale che gli Stati Uniti meridionali si erano imposti in quasi tutte le sfere della vita pubblica e privata. Poco dopo la Corte Suprema estese anche il proprio sostegno alla discriminazione nella segregazione scolastica: in Berea College contro Kentucky del 1908 la Corte confermò lo statuto del Kentucky il quale impediva al Berea College, un'istituzione privata, di insegnare a studenti bianchi e neri in un contesto integrato. Molti degli stati sudisti interpretarono la decisione come l'approvazione delle loro legislazioni restrittive, generalmente conosciute come leggi Jim Crow, che avevano creato uno status di seconda classe per gli afroamericani.
In molte città e paesi i neri non furono autorizzati a condividere un taxi con i bianchi o ad entrare in un edificio attraverso lo stesso ingresso; dovevano bere da rubinetti separati, usufruire di servizi igienici separati, frequentare scuole separate, essere sepolti in cimiteri separati e giurare su bibbie separate. Rimasero perlopiù esclusi dai ristoranti e dalle biblioteche pubbliche; molti parchi avevano affissi cartelli del tenore: "Negri e cani non ammessi". Uno zoo comunale esponeva orari di visita separati.
Le convenzioni sociali segregazioniste erano particolarmente dure al Sud. Gli afroamericani si dovevano spostare per lasciar passare una persona bianca e gli uomini neri non dovevano osare guardare una donna bianca negli occhi; il "negro" veniva usualmente chiamato con familiarità per nome e assai raramente col titolo di "signore" o "signora", molto in uso al tempo tra i bianchi adulti. I bianchi si riferivano a un nero di qualsiasi età come "ragazzo" e a una donna nera come "ragazza"; usavano etichette come "nigger" o "colored".
La segregazione sociale meno formale del Nord cominciò un poco per volta a cedere al cambiamento. Ancora nel 1941 tuttavia la United States Naval Academy, con sede nel Maryland, si rifiutò di partecipare ad una partita di lacrosse con l'università di Harvard in quanto questa includeva un giocatore nero.

### Debutto di Jackie Robinson alla Major League Baseball
Jackie Robinson fu un pioniere sportivo del movimento per i diritti civili, meglio conosciuto per essere diventato il primo afroamericano a svolgere attività sportive nei campionati nazionali; debuttò con i Brooklyn Dodgers nella Major League Baseball il 15 aprile 1947. La sua prima grande partita di campionato si svolse un anno prima dell'integrazione nell'United States Army, sette anni prima della sentenza Brown contro Board of Education e otto anni prima di Rosa Parks e dell'avvio del nuovo movimento per i diritti civili sotto la guida del pastore battista Martin Luther King.

## Opposizione politica

### Movimento Lily-White
Subito dopo la guerra di secessione americana i leader neri fecero notevoli progressi nella creazione di rappresentanze all'interno del partito Repubblicano.
Tra i suoi rappresentanti più eminenti vi fu Norris Wright Cuney, presidente dei Repubblicani per il Texas nel tardo XIX secolo. Queste conquiste condussero ad un grave disagio in molti degli elettori bianchi i quali generalmente sostenevano i Democratici. Durante la Convention repubblicana in Texas nel 1888 Cuney coniò il termine di movimento del "bianco giglio" o "bianco puro" ("lily-white movement") per descrivere gli sforzi compiuti dai conservatori bianchi per scalzare i neri dalle posizioni di leadership nel partito ed incitare disordini atti a dividerlo dall'interno. Gli sforzi sempre più organizzati da parte del movimento riuscirono gradualmente ad eliminare i leader neri dal partito. Lo scrittore Michael Fauntroy sostiene che tale impegno è stato coordinato con i Democratici come parte di un più ampio tentativo di "disaffrancamento" (perdita dei diritti civili) dei neri nel Sud tra la fine del XIX e l'inizio del XX secolo, facendo aumentare le restrizioni nelle regole di registrazione degli elettori.
Dopo le iniziali vittorie bi-razziali da parte di liste populiste-repubblicane in diversi Stati, i democratici erano riusciti a riprendere il controllo della maggior parte dei parlamenti statali nel Sud verso la fine del XIX secolo. Dal 1890 al 1908 essi avevano compiuto un completo "disaffrancamento" dei neri e, in alcuni Stati, anche di molti bianchi poveri. Nonostante le ripetute sfide legali e alcuni successi conseguiti grazie all'apporto della National Association for the Advancement of Colored People, i Democratici continuarono a sviluppare nuovi modi per limitare quanto più possibile la partecipazione elettorale nera, come ad esempio primarie riservate ai bianchi a partire dagli anni 1890.
A livello nazionale i Repubblicani cercarono di rispondere agli interessi neri. Theodore Roosevelt, presidente degli Stati Uniti dal 1901 al 1908, ottenne dei risultati contrastanti riguardo al problema razziale; si affidò in grande misura ai consigli di Booker T. Washington per quanto riguardava le nomine governative in tutto il Sud. Lo invitò pubblicamente a cena alla Casa Bianca, sfidando in tal modo apertamente gli atteggiamenti razzisti. D'altra parte avviò anche il sistema di segregazione dei dipendenti federali e prese provvedimenti contro i soldati neri che si rifiutarono di testimoniare l'uno contro l'altro durante l'"affare Brownsille" scoppiato nel 1906. Nel tentativo di sconfiggere il suo avversario William Howard Taft alla "nomination" presidenziale repubblicana, Roosevelt nel 1912 perseguì una politica "Lily-White" in tutto il Sud. Il suo nuovo Partito Progressista sostenne i diritti dei neri al Nord, ma nel contempo escluse tutti i membri afroamericani al Sud.
Gli esponenti Repubblicani al Congresso proposero ripetutamente l'introduzione di una legislazione federale che reprimesse il linciaggio, ma questa venne sempre sconfitta del blocco sudista. Ancora nel 1920 i Repubblicani fecero dell'opposizione al linciaggio una parte precipua del loro programma elettorale alla Convention nazionale; questo crimine, rivolto soprattutto contro gli uomini neri del Sud, aumentò nei decenni a cavallo del XX secolo.
Leonidas C. Dyer, rappresentante Repubblicano bianco di St. Louis, lavorò fianco a fianco con la National Association for the Advancement of Colored People per proporre un disegno di legge anti-linciaggio alla Camera dei rappresentanti, ove riuscì ad ottenerne l'approvazione nel 1922; ma il suo tentativo venne sconfitto dal blocco democratico sudista al Senato il quale attuò la tattica dell'ostruzionismo fino al 1924.

### Disaffrancamento
Gli oppositori ai diritti civili degli afroamericani utilizzarono la carta delle ripercussioni economiche e spesso la violenza nelle elezioni degli anni 1870-1880 per scoraggiare i neri a registrarsi nelle liste elettorali e a votare. Vere e proprie organizzazioni paramilitari come le "Red Shirts" (Camicie rosse) nel Mississippi, nella Carolina del Nord e nella Carolina del Sud e la "White League" (Lega bianca) in Louisiana praticarono esplicite intimidazioni a nome dei Democratici. All'inizio del XX secolo i parlamenti dominati dai Democratici del Sud condussero al disaffrancamento di quasi tutti gli elettori afroamericani, attraverso una combinazione di regolamenti e disposizioni costituzionali. Mentre i requisiti venivano in teoria applicati a tutti i cittadini, nella pratica si rivolgevano quasi esclusivamente ai neri e ai poveri bianchi (e furono destinati anche ai messicano-statunitensi nel Texas) e furono gestiti con una grande arbitrarietà. Una ricerca condotta dall'università del Texas sulla partecipazione al voto, e la conseguente relazione fatta pubblicare sul suo sito web dedicato alla politica, mostra il drastico calo del voto dopo che tali disposizioni vennero rese effettive in tutti gli Stati Uniti meridionali, rispetto al resto della nazione, e la longevità delle misure intraprese.
Il Mississippi approvò una nuova Costituzione nel 1890, che includeva le disposizioni sulle tasse sulla persona (la capitazione), gli esami di alfabetizzazione (dipendenti in gran parte dalle decisioni arbitrarie assunte dagli ufficiali di stato civile bianchi) e una complicata conservazione dei registri per stabilire la residenza, il che ridusse ulteriormente e in maniera notevole il numero di neri che ebbero la possibilità di registrarsi alle liste elettorali. Tutto questo produsse una causa davanti alla Corte suprema. Nel 1898 in William contro Mississippi la Corte confermò le leggi statali.
Altri Stati del profondo Sud adottarono rapidamente il "piano Mississippi" e dal 1890 al 1908 dieci Stati adottarono nuove Costituzioni con disposizioni atte a sconfiggere la maggioranza numerica degli afroamericani e dei molti bianchi poveri; questi Stati continuarono la pratica per decenni giungendo quasi fino alla metà degli anni sessanta, quando la legislazione federale introdusse la possibilità di supervisione da parte del governo centrale e garantì l'applicazione costituzionale del diritto di voto.
I neri furono il gruppo maggiormente colpito e in molti Stati sudisti la presenza di votanti afroamericani scese praticamente a zero. Anche i poveri bianchi risultarono essere privati del diritto di voto; in Alabama ad esempio nel 1941 ben 600.000 bianchi in una condizione di povertà più o meno accentuata furono "disaffrancati", assieme a 520.000 neri.
Fu solamente nel XX secolo avanzato che i contenziosi contro tali disposizioni cominciarono ad incontrare un qualche successo davanti alla Corte suprema. Nel 1915 in Guinn contro United States la corte proclamò anticostituzionale la clausola d'anteriorità (Grandfather clause) adottata dall'Oklahoma; anche se la decisione colpì tutti gli stati che la utilizzavano, i parlamenti statali introdussero rapidamente nuovi dispositivi per proseguire il disaffrancamento. Ogni disposizione e regolamento dovette essere contestato separatamente, e la National Association for the Advancement of Colored People, creata nel 1909, cercò di farlo.
Un dispositivo che il partito Democratico cominciò ad utilizzare in maniera sempre più massiccia negli Stati Uniti meridionali fu quello delle primarie bianche, che servì per decenni a sconfiggere quei pochi neri che erano riusciti a superare le barriere di registrazione elettorali. Il cosiddetto "blocco nero" nelle elezioni primarie a competizione nominale non ebbe mai alcuna possibilità di successo in quanto i Repubblicani risultavano essere assai più deboli nel Sud. Le primarie bianche non vennero abolite dalla Corte suprema fino alla sentenza Smith contro Allwright del 1944.

## Diritto penale e linciaggio
Nel 1880 la Corte suprema sentenziò in Strauder contro Virginia Occidentale che gli afroamericani non potevano essere esclusi dalle giurie popolari (testo integrale); ma a partire dal 1890 con le nuove costituzioni statali e le leggi elettorali modificate, il Sud sottrasse a tutti gli effetti i diritti civili ai neri, che vennero regolarmente esclusi dal dovere di giuria (limitato ai soli elettori). Questo fatto li lasciò alla mercé di un sistema giudiziario esclusivamente bianco, fortemente prevenuto nei loro confronti.
In alcuni Stati, in particolare in Alabama, si utilizzò ampiamente il mezzo della giustizia penale per ristabilire una forma di lavoro forzato o lavoro subordinato attraverso il sistema della servitù debitoria; lo Stato condannò i maschi neri ad anni di carcere da scontare tramite lavoro non retribuito, affittando i detenuti a datori di lavoro privati (ad esempio la "Tennessee Coal, Iron and Railroad Company", una filiale della United States Steel) i quali pagavano direttamente lo Stato per il loro lavoro. Poiché lo Stato ci guadagnava, il sistema creò incentivi per la carcerazione di un maggior numero di uomini, neri in quantità sproporzionata; anche il trattamento dei prigionieri era ben poco sorvegliato.
La punizione extragiudiziale era invece più brutale. Nel corso dell'ultimo decennio del XIX secolo e nei primi decenni del XX sedicenti "milizie bianche" aizzarono folle di bianchi al linciaggio di migliaia di maschi neri, talvolta con l'aiuto degli stessi funzionari statali, soprattutto nel profondo Sud. Nessun bianco fu mai accusato a seguito di questi omicidi; essi erano talmente fiduciosi sulla loro immunità che non solo fotografavano i morti ammazzati al di fuori di ogni legge, ma dalle immagini del crimine ne trassero perfino delle cartoline postali.

Il Ku Klux Klan, sostanzialmente scomparso dopo un breve carriera di violenze nei primi anni dell'era della Ricostruzione, riapparve nel 1915. Crebbe soprattutto nelle città industrializzate del Sud e degli Stati medio-occidentali, dove si ebbe la crescita più rapida tra il 1910 e il 1930. La forte instabilità sociale contribuì alle tensioni razziali, dovute alla forte concorrenza per l'occupazione e l'alloggio. La gente comune si unì ai gruppi del Klan in quanto estremamente ansiosa, preoccupata di mantenere la propria posizione di privilegio all'interno della società civile, poiché le grandi città mutavano rapidamente a causa delle concomitanti industrializzazione, migrazioni interne sia di afroamericani sia di bianchi dal meridione rurale, e delle successive ondate di immigrati provenienti in buona parte dall'Europa meridionale e dall'Europa centrale.
Inizialmente il KKK si presentò come una delle tante "organizzazioni di fraternità" dedicata al miglioramento dei suoi membri. Questa rinascita fu ispirata in parte anche dall'uscita nelle sale del film Nascita di una nazione, che glorificò il primo Klan e raffigurò gli stereotipi razzisti sugli afroamericani del tempo. Il Klan si concentrò sulla mobilitazione politica, il che gli permise di guadagnare forza in Stati come l'Indiana, basandosi su un programma che metteva insieme il razzismo con l'opposizione agli immigrati, l'antisemitismo, l'anticattolicismo e l'antisindacalismo; era a favore del linciaggio. Raggiunse il suo picco di membri ed influenza verso il 1925, per poi diminuire rapidamente grazie alla massiccia mobilitazione dei suoi avversari.
Il partito Repubblicano presentò diverse proposte di legge alla Camera dei rappresentanti per trasformare il linciaggio in un delitto federale, ma venne sempre sconfitto dal blocco sudista. Nel 1920 fecero propria la riforma anti-linciaggio, entrata nel loro programma elettorale, riuscendo a raggiungere un ampio margine alla Camera; ma i democratici sudisti al Senato contrattaccarono con un prolungato ostruzionismo per impedire un voto sul disegno di legge, riuscendo a bloccarlo.

## Coltivatori e operai a cielo aperto
La società bianca cercò anche di mantenere i neri in una posizione di sottomissione economica e di marginalità. La maggior parte degli agricoltori afroamericani del Sud all'inizio del XX secolo lavorava in mezzadria e come coltivatori affittuari. I proprietari terrieri erano relativamente pochi.
I datori di lavoro e le stesse associazioni del movimento operaio relegarono generalmente gli afroamericani alle occupazioni sottopagate e meno appetibili. A causa della carenza di posti di lavoro fissi e ben retribuiti, posizioni relativamente anonime come quelle di facchino per gli autobus a lunga percorrenza o di portiere d'albergo divennero delle posizioni prestigiose tra le comunità nere del Nord.
L'espansione sempre più massiccia delle reti ferroviarie si tradusse nel reclutamento di decine di migliaia di operai neri che si trasferirono direttamente a Nord per lavorare ad esempio alla Pennsylvania Railroad, durante la grande migrazione afroamericana.

## L'età d'oro dell'imprenditoria afroamericana
Il nadir delle relazioni interrazziali venne raggiunto all'inizio del XX secolo, in termini di diritti politici e legali; i neri si trovarono in una condizione estrema di segregazione razziale. Tagliati fuori dalla più grande comunità bianca, alcuni imprenditori neri riuscirono tuttavia a creare fiorenti attività che si adattarono ad una clientela specificatamente nera, inclusi i professionisti. Nelle aree urbane, sia a Nord sia a Sud, la popolazione afroamericana crebbe di numero e di reddito medio, offrendo possibilità per un'ampia gamma di attività, dai parrucchieri alle compagnie assicurative. Gli impresari di pompe funebri avevano una nicchia speciale all'interno delle proprie comunità e spesso svolsero un ruolo politico, avendo una conoscenza approfondita di molti dei loro elettori. La storica Juliet Walke battezza il periodo 1900-1930 come "l'età d'oro dell'imprenditoria nera". Secondo la "National Negro Business League" il numero di aziende di proprietà afroamericana raddoppiò rapidamente passando da 20.000 nel 1900 a 40.000 nel 1914; ad inizio secolo vi erano 450 impresari di pompe funebri, numero che salì a mille alla vigilia della prima guerra mondiale. Il numero di droghierie di proprietà nera salì da 250 a 695. I commercianti locali di vendita al dettaglio, la maggior parte dei quali piuttosto piccoli, aumentarono da 10.000 a 25.000.
Una delle imprenditrici più famose fu Madam C. J. Walker la quale impiantò un'attività con filiali a livello nazionale denominata "Madame C.J. Walker Manufacturing Company", basata sullo sviluppo del primo procedimento di successo di lisciatura dei capelli.
Booker T. Washington, che diresse e gestì la "National Negro Business League" e che fu presidente della Tuskegee University, si rivelò il più importante promotore delle imprese nere; viaggiò di città in città per far entrare gli imprenditori locali nella sua "Lega nazionale". Charles Clinton Spaulding, uno dei più stretti collaboratori di Washington, fu il più importante leader commerciale afroamericano dei suoi tempi. Fu consigliere, dietro le quinte, del presidente Franklin Delano Roosevelt nel corso degli anni trenta, con l'obiettivo di promuovere una classe dirigente nera in politica. Fondò la "North Carolina Mutual Life Insurance Company", divenuta ben presto la più grande compagnia imprenditoriale afroamericana riconosciuta, con un attivo di oltre 40 milioni di dollari nel 1950. Mentre l'imprenditoria nera fioriva nelle aree urbane, essa venne gravemente ostacolata nel meridione rurale, in cui continuava a vivere la maggior parte degli afroamericani. Essi erano perlopiù agricoltori dipendenti da un certo tipo di coltivazione, generalmente cotone o tabacco; principalmente commerciavano con bianchi locali. La ragione era che i negozi locali fornivano il credito, cioè le forniture necessarie per la fattoria e la famiglia, compresi attrezzi, semi, cibo e abbigliamento, forniti a credito ripagato al momento della raccolta: ma gli imprenditori neri ebbero sempre un ben scarso accesso al credito per poter essere competitivi in questa attività.
In meridione ci fu solo una ristretta minoranza di neri ricchi; in gran parte speculatori immobiliari nelle città a più rapida crescita, esemplificati dalla figura di Robert Reed Church a Memphis.

### "Division of Negro Affairs" nel Dipartimento del commercio
La capacità di intraprendere da parte delle minoranze entrò a far parte dell'agenda politica nazionale nel 1927 quando il segretario al Commercio Herbert Hoover istituì una "Division of Negro Affairs" per fornire consulenza e diffondere informazioni agli imprenditori bianchi e neri su come raggiungere il consumatore afroamericano. L'imprenditoria non era nell'agenda del New Deal, tuttavia, quando Roosevelt si dedicò alla preparazione bellica nel 1940, fece uso di quest'agenzia per aggiudicare a imprenditori neri contratti militari. Le imprese nere però non erano orientate alla produzione e generalmente erano troppo piccole per potersi assicurare contratti importanti. Nel 1953 Dwight Eisenhower sciolse l'agenzia.

## Ordini esecutivi per l'assunzione non discriminatoria da parte dei contraenti della difesa
Roosevelt emise due ordini esecutivi che ordinò ai fornitori militari di assumere, promuovere e licenziare senza riguardo alla razza. In settori come i cantieri navali dell'Ovest ed in altre industrie, i neri cominciarono ad ottenere un maggior numero di posti di lavoro qualificati e ben retribuiti e posizioni di supervisione.

## Sviluppo delle congregazioni religiose nere
Questo periodo vide la maturazione di innumerevoli chiese nere indipendenti, i cui leader erano di solito anche leader della comunità. I neri lasciarono le chiese bianche e la Southern Baptist Convention per crearne di proprie, prive di supervisione bianca, durante e immediatamente dopo la guerra di secessione americana. Con l'aiuto delle associazioni settentrionali iniziarono rapidamente a creare reti di cooperazione a livello statale e nel 1895 si unirono nella "National Baptist Convention", la prima congregazione battista afroamericana.
Altre congregazioni indipendenti come la Chiesa episcopale metodista africana e la Chiesa episcopale metodista di Sion attrassero centinaia di migliaia di convertiti nel Sud, fondando chiese in tutta la regione; esse furono centri di attività comunitaria, in particolare per l'organizzazione dell'istruzione.

## Crescita educativa
Continuando a vedere l'istruzione come una delle vie primarie per l'avanzamento sociale e fondamentale per la propria comunità, molti afroamericani di talento intrapresero la carriera di docente, professione altamente rispettata. Le scuole sottoposte a segregazione scolastica erano ampiamente sottofinanziate negli Stati Uniti meridionali e potevano realizzare solamente programmi ridotti nelle zone rurali. Per contro, nonostante la segregazione vigente a Washington, in quanto dipendenti federali gli insegnanti neri erano pagati alla pari dei bianchi; i migliori docenti neri del Nord riuscirono ad ottenere titoli di studio avanzati e insegnavano in scuole con ottima reputazione, che formarono la futura generazione di leader in città come Chicago, Washington e New York, le cui popolazioni di colore aumentarono nel corso del XX secolo a causa della grande migrazione afroamericana.
L'educazione fu uno dei maggiori risultati ottenuti dalla comunità durante il XIX secolo. I neri all'interno dei governi statali nell'era della Ricostruzione avevano sostenuto la creazione di un apparato d'istruzione pubblica in tutto il profondo Sud. Nonostante le notevoli difficoltà, grazie all'enorme desiderio degli ex schiavi d'istruirsi nel 1900 la comunità afroamericana era riuscita ad addestrare e ad inserire nel mondo del lavoro 30.000 insegnanti neri nel Sud; in quel momento per la prima volta la maggioranza della popolazione nera era riuscita a raggiungere l'alfabetizzazione. Non tutti gli insegnanti avevano un diploma universitario quadriennale in quegli anni, ma i termini più brevi adottati dal sistema scolastico erano parte della modalità formativa dei docenti sia nel Nord che nel Sud, per poter giungere a servire i numerosi nuovi centri urbani sorti con l'espansione della frontiera in direzione del West.
Associazioni del Nord contribuirono a finanziare la nascita e lo sviluppo di scuole e college in cui insegnavano afroamericani, nonché a produrre altre classi professionali. L'"American Missionary Association", supportata in gran parte da chiese congregazionaliste e presbiteriane, fu in grado di aprire numerose scuole e collegi privati nel Sud, aiutando le comunità nere a formare nuove generazioni di insegnanti. Alcuni tra i più grandi industriali del XX secolo, come George Eastman, erano filantropi e promossero campagne di donazione importanti a favore degli istituti scolastici neri, ad esempio la Tuskegee University.
Già nel 1862 il Congresso approvò le leggi dette Morrill Land-Grant Acts che istituirono un fondo federale al fine di garantire una cosiddetta "land-grant university", cioè un istituto universitario di istruzione prevalentemente agricola, in ognuno degli Stati federati degli Stati Uniti d'America; ben 17 Stati però rifiutarono di ammettere studenti neri nei propri college. Come risposta venne adottata la seconda Morrill Act del 1890, che richiese agli Stati che escludevano i neri dagli istituti preesistenti di aprire nuove istituzioni separate e di garantire l'equa distribuzione dei fondi. I college fondati a seguito di questa seconda legge sono divenute oggi le università storicamente afroamericane; queste, insieme agli istituti privati e alle scuole non segregate del Nord e dell'Ovest, offrirono notevoli opportunità educative. Grazie a un'agenzia federale e alle università land-grant, furono diffuse le conoscenze sull'agricoltura scientifica e l'economia domestica nelle aree rurali, in particolar modo presso i contadini neri e le loro famiglie.
A partire dalla seconda metà del XIX secolo i neri formarono organizzazioni di fraternità, tra cui un numero crescente di club femminili. Crearono e sostennero istituzioni che accrebbero l'istruzione, la salute e il benessere tra le varie comunità nere. Nel XX secolo anche gli uomini e le donne afroamericane iniziarono a creare i propri gruppi universitari che agirono come reti supplementari per il servizio e la collaborazione comunitaria; questo rafforzò una vita indipendente seppur segregata.
La "Tuskegee" fu tra i precursori della diffusione dell'istruzione professionale industriale in Africa, in collaborazione con gli sforzi compiuti dalle missioni religiose.

## Chiesa nera
In quanto centro vitale dell'intera vita comunitaria le chiese nere si rivelarono a tutti gli effetti organizzatrici e leader del movimento per i diritti civili. Il loro ruolo fu naturale conseguenza della loro storia in qualità di punto di riferimento della comunità afroamericana e di legame tra il mondo nero e quello bianco. Martin Luther King era uno dei ministri neri coinvolti nel movimento; Ralph Abernathy, Bernard Lee, Fred Shuttlesworth e C. T. Vivian sono alcuni dei maggiori attivisti religiosi. Essi furono particolarmente importanti negli anni del movimento per i diritti civili degli afroamericani.

## Il movimento del Niagara e la creazione del NAACP
All'inizio del XX secolo Booker T. Washington era considerato, in particolare dai bianchi, come il portavoce ufficiale degli afroamericani; egli, che diresse la "Tuskegee", predicava un messaggio di autonomia. Invitava i neri a concentrarsi sul miglioramento della loro posizione economica piuttosto che a impegnarsi sulla parità sociale, questo almeno finché non avessero dimostrato di meritarsela. In pubblico si mostrò d'accordo con la prosecuzione delle leggi Jim Crow e della segregazione razziale a breve termine, in privato contribuì a finanziare cause giudiziarie nazionali che attaccavano queste leggi.
William Edward Burghardt Du Bois e altri all'interno della comunità rigettarono l'appoggio di Washington alla segregazione. Uno dei più stretti collaboratori di Du Bois, William Monroe Trotter, fu arrestato dopo aver sfidato Washington quando questi si recò a tenere un discorso a Boston nel 1905; in quello stesso anno Du Bois e Trotter convocarono una riunione di attivisti neri sul lato canadese delle cascate del Niagara. Essi emisero un manifesto che richiedeva il suffragio universale maschile, l'eliminazione di tutte le forme di segregazione e l'estensione dell'istruzione, non limitata a quella professionale che Washington privilegiava, su una base non discriminatoria. Il "Movimento del Niagara" gli si oppose fino al 1908, quando si dissolse a causa delle divisioni interne.
Du Bois si unì allora ad altri leader neri e ad attivisti bianchi come la suffragetta Mary White Ovington, il giornalista Oswald Garrison Villard, l'esponente del movimento operaio William English Walling, Henry Moskowitz, Julius Rosenthal, Lillian Wald, il rabbino dell'ebraismo riformato Emil G. Hirsch e il leader del sionismo Stephen Samuel Wise per creare la National Association for the Advancement of Colored People nel 1909. Du Bois divenne anche redattore capo della rivista intitolata The Crisis. Nei suoi primi anni la nuova associazione si concentrò sull'uso del mezzo giudiziario per scalfire le leggi Jim Crow e invalidare le disposizioni costituzionali statali; contestò con successo l'ordinanza di Louisville nel Kentucky che aveva imposto la segregazione residenziale, con la sentenza Buchanan contro Warley del 1917. Ottenne inoltre il giudizio favorevole della Corte suprema che annullò la "clausola d'anteriorità" dell'Oklahoma, che esentava la maggior parte degli elettori bianchi analfabeti da una legge che invece segregava i cittadini afroamericani (Guinn contro United States, 1915).
La segregazione nel servizio civile federale prese il via durante la presidenza di Theodore Roosevelt e continuò con William Howard Taft; Thomas Woodrow Wilson permise al suo governo di intensificare il processo, ignorando completamente i reclami della NAACP. L'associazione fece pressioni per far entrare in servizio afroamericani in qualità di ufficiali nel corso della prima guerra mondiale; anche Du Bois doveva diventarlo, ma fu respinto alla visita medica militare.
Nel 1915 la NACCP organizzò manifestazioni e pubbliche proteste in tutte le maggiori città contro l'uscita nelle sale del film di David Wark Griffith Nascita di una nazione, pellicola che esaltava il Ku Kluk Klan; Boston e qualche altra città ne proibirono la proiezione.

## Comunità ebraica e movimento per i diritti civili
Molti ebrei americani sostennero tacitamente o attivamente il movimento per i diritti civili; un buon numero dei co-fondatori della National Association for the Advancement of Colored People (NAACP) erano ebrei. Nell'ultima parte del XX secolo gran parte dei suoi membri bianchi e attivisti principali provenivano direttamente dalla comunità ebraica.
La filantropia ebraica sostenne la NAACP e vari altri gruppi dei diritti civili e finanziò le scuole nere. Julius Rosenwald favorì la costruzione di migliaia di istituti per l'istruzione primaria e per l'istruzione secondaria rivolti ai giovani neri del Sud rurale; il sistema pubblico rimaneva segregato e le strutture nere rimanevano storicamente sempre sottofinanziate. In collaborazione con Booker T. Washington e la Tuskegee University, Rosenwald creò un fondo specificamente destinato all'istruzione, che permise la costruzione di scuole. Gli architetti della Tuskegee progettarono una struttura modello. Le comunità nere in pratica si tassarono una seconda volta per raccogliere i fondi per tali scuole. Spesso la maggior parte dei residenti delle zone rurali erano neri; i fondi pubblici s'impegnarono nelle scuole e i fondi aggiuntivi vennero raccolti da eventi comunitari, talvolta ottenuti con seconde ipoteche sulle abitazioni di proprietà; con donazioni di terre e di tempo di lavoro. Sperando d'incoraggiarne la collaborazione, Rosenwald fece un'aperta richiesta ai sistemi scolastici bianchi perché sostenessero le nuove scuole approvandole ufficialmente. Ad un certo punto, circa il 40% dei neri meridionali studiava in scuole elementari di Rosenwald; ne vennero costruite in totale quasi 5.000. Rosenwald contribuì anche all'istituzione delle università storicamente afroamericane come la Hovard University, la Dillard e la Fisk.
Il film documentario della PBS intitolato From Swastika to Jim Crow del 2000 ha ben rappresentato l'attivismo degli ebrei americani nel movimento per i diritti civili, raccontando che gli studiosi ebrei che fuggirono o sopravvissero alla Shoah finirono con l'andare ad insegnare in molte scuole del Sud riservate agli studenti neri.
"Così negli anni trenta quaranta, quando i professori ebrei rifugiati arrivarono nei college neri del Sud, si verificò una sorta di estrema empatia tra gli afroamericani e gli ebrei e la possibilità di una collaborazione veramente efficace. Il professor Ernst Borinski organizzò cene in cui i neri e i bianchi avrebbero dovuto sedersi uno accanto all'altro, un atto molto semplice ma del tutto rivoluzionario. Gli studenti neri si immedesimarono con questi studiosi che avevano dovuto sopportare la crudeltà europea e si affidarono a loro più che a qualsiasi altro bianco. Infatti, spesso gli studenti neri, così come i membri della comunità del Sud bianca, videro questi rifugiati come «una specie di gente di colore»".
Dopo la seconda guerra mondiale l'"American Jewish Committee", l'"American Jewish Congress" e l'Anti-Defamation League si attivarono nel promuovere i diritti civili.

## "The New Negro"
L'esperienza di combattimento nella prima guerra mondiale e l'esperienza di differenti atteggiamenti verso di loro in Europa influenzarono profondamente i veterani afroamericani, creando una domanda diffusa di libertà e uguaglianza sociale, valori per cui si erano battuti. In patria ritrovarono però una condizione pessima; alcuni rimasero vittime di aggressioni mentre indossavano le proprie uniformi in pubblico. Questa generazione rispose con uno spirito molto più militante di quella precedente, giungendo ad esortare i neri a rispondere quando i bianchi li attaccavano. Asa Philip Randolph introdusse il termine "New Negro" nel 1917; divenne immediatamente la parola utilizzata per descrivere il nuovo spirito di militanza e impazienza del periodo interbellico.
Un gruppo conosciuto come "African Blood Brotherhood", "Fratellanza di sangue africano", tendente al socialismo e con a capo un gran numero di immigrati caraibici, venne organizzato verso il 1920 per richiedere la stessa forma di autodeterminazione per i neri americani che l'amministrazione di Woodrow Wilson prometteva ai popoli dell'Europa orientale alla Conferenza di pace di Parigi. I capi della "Fratellanza", molti dei quali in seguito aderirono al Partito Comunista, si ispirarono anche al programma antimperialista della nuova Unione Sovietica.
Nel corso della grande migrazione afroamericana centinaia di migliaia di afroamericani si trasferirono nelle città industriali degli Stati nord-orientali e di quelli medio-occidentali dal 1915 fino al 1940. Un'altra ondata migratoria si svolse per tutti gli anni 1940 in direzione di molte città della costa Ovest. Fuggivano dalla violenza e dalla segregazione e cercavano impieghi sicuri, poiché la mancanza di manodopera nelle industrie belliche prometteva un facile sbocco.
Le condizioni di continua depressione in cui versava l'economia agricola del Sud durante gli anni 1920 rese il Nord più attraente. Le comunità settentrionali in piena espansione si ritrovarono però ad affrontare problemi del tutto familiari: il razzismo, la povertà, la brutalità poliziesca e l'ostilità ufficiale; ma si trovarono altresì in un nuovo contesto dove gli uomini potevano votare (le donne dopo il 1920) e la possibilità di un'azione politica si rivelava essere molto più ampia di quanto non fosse mai stata al Sud.

## Scottsboro Boys
Nel 1931 la National Association for the Advancement of Colored People (NAACP) e il Partito Comunista degli Stati Uniti d'America (CP) organizzarono anche il sostegno per gli "Scottsboro Boys", nove adolescenti afroamericani arrestati dopo una colluttazione con un gruppetto di bianchi su un treno ed in seguito condannati alla pena di morte a seguito di un'accusa di violenza sessuale rivolta loro da due prostitute bianche.
Il NAACP e il CP però ben presto si scontrarono sulla gestione del caso e sulla strategia da perseguire; alla fine prevalse la linea del braccio operativo del CP, l'"International Labor Defense" (ILD). La campagna legale produsse due importanti sentenze da parte della Corte suprema (in Powell contro Alabama e Norris contro Alabama) che aumentarono i diritti degli imputati; la sua campagna politica portò ad evitare loro la pena di morte e alla scarcerazione della maggior parte.
La sorte degli "Scottsboro Boys" fu solamente uno dei tanti casi di cui si occupò l'ILD nel Sud; durante i primi anni 1930 fu uno dei più attivi difensori dei diritti civili degli afroamericani tanto che molti attivisti neri divennero membri del partito. Le sue campagne in difesa dei diritti dei neri contribuirono significativamente ad attrarre l'attenzione dell'opinione pubblica nazionale sulle condizioni estremamente difficili patite dagli accusati neri in tutti gli Stati del Sud.